# Warcraft III: Reign of Chaos
Warcraft III: Reign of Chaos je RTS (real time strategy) računalna igra. Proizvođač igre je Blizzard Entertainment (Sjeverna Amerika), a izdavači su 
Blizzard Entertainment (Sjeverna Amerika), Sierra Entertainment (Europa) i Capcom (Japan).Warcraft III: Reign of Chaos je napravljena za Microsoft Windows, Mac OS, Mac OS X.
U prodaju je izašla 3. srpnja 2002. u SAD-u, a 5. srpnja 2002. u EU-u.

## Priča
Warcraft III odvija se u izmišljenom svijetu Azerotha. Nekoliko godina prije događaja iz igre, demonska vojska poznata kao Burning Legion s namjerom da razori Azeroth šalje orke da napadnu Azeroth. Nakon mnogo godina borbe, orke porazi savez ljudi, patuljaka i vilenjaka poznatih kao Alliance, čiji su preživjeli borci dopraćeni do kampova, u kojima se činilo da gube bitku. Na kraju pobjeđuju. Bez zajedničkog neprijatelja, slijedilo je razdoblje mira, ali Savez se počeo raspadati.

## Kampanja
Sama kampanja podijeljena je u pet dijelova, u prva kampanja su upute, a ostale prepričavaju priču iz perspektive ljudi (Human) iz Lordaeron-a, nemrtvih (Undead), orka (Orc) i vilenjaka noći (Night Elf), tim redoslijedom. Priča u Warcraft III ispričana je kroz sve četiri rase na progresivan način, na sličan način kao što je rečeno StarCraftu.
Igra počinje s vođom orka, Thrall-om, koji se probudio iz noćne more koja ga upozorava na povratak Burning Legion-a. Nakon kratkog susreta s čovjekom koji je poznat pod 
nadimkom "The Prophet", i bojeći se da mu je san bio više nego obična noćna mora, vodi svoje snage iz Lordaeron-a do zaboravljenih zemljama Kalimdora.
U međuvremenu, Paladin Arthas i knez Lordaeron-a brane selo Strahnbrad od demonski kontroliranih Orka. On je tada upoznaje glavnu čarobnjakinju Jaina Proudmoore, koja mu 
pomaže u istrazi širenje kuge, koja ubija i pretvara ljudske žrtve u nemrtve (Undead). Arthas ubija začetnika kuge, Kel'Thuzad-a, a zatim ubija zaražene u gradu Stratholme. Jaina se 
tada raziđe s njim, jer ne želi da se počini genocid, ili čak gledati ga kako to čini. Prorok, nakon što prethodno pokušava uvjeriti druge ljudske vođe da bježe na zapad, 
moli Jainu da ode u Kalimdor za njeno dobro. Arthasa progoni strašni gospodar, Mal'Ganis, koji je bio vođa poslije smrti Kel'Thuzada, na ledenom kontinentu Northrend, gdje mu pomaže 
njegov stari prijatelj, planinski kralj Muradin Bronzebeard, u pronalaženju snažog mača koji se zove Frostmourne. U međuvremenu, Arthas počinje gubiti svoj razum nakon te plaćenicima naređuje da spale brodove kako bi spriječio svoje ljude iz povlačenja nakon čega ih ubije. Arthas i Muradin na kraju nađi Frostmourne. Muradin, međutim, doznaje da je mač proklet.  Arthas zanemari upozorenje, i nudi svoju dušu da 
dobije mač. Na taj način, Muradina pogode krhotine leda kad Arthas uzima Frostmourne, te ga to ubija. Arthas navodno kasnije ubija Mal'Ganisa i odriče se svojih ljudi na 
krajnjem sjeveru jer je njegova duša ukradena od strane oštrice, za koju se u Warcraft III: The Frozen Throne saznaje da ju je iskovao Lich King. Nešto kasnije, Arthas se vraća u 
Lordaeron i ubija svoga oca, kralja Terenasa čime završava kampanja ljudi.
Na početku Undead kampanje Arthas, sada kao mrtvi vitez, upoznaje vođu strašnih gospodara, Tichondriusa, koji mu daje niz "zadataka". Prvo mora doći do ostataka tijela Kel'Thuzada i spremiti ih u posebnu urnu u kojoj se nalazi pepeo njegovog oca koju čuva paladin Uther the Lightbringer, Arthasov bivši mentor i prijatelj. Arthas ga ubija i kreće u Quel'thalas, kraljevstvo visokih vilenjaka (High Elves). Tamo napada vrata i uništava njihov glavni grad Silvermoon. Kasnije ubije Sylvanas Windrunner (samo da je oživi kao banshee), kvari Sunwell i oživljava Kel'Thuzada kao Lich-a. On ga obavještava o Burning Legion-u, ogromnoj demonskoj vojsci koja dolazi u Azeroth. Kel'Thuzadov pravi gospodar je Lich King koji je stvoren kako bi pomogao Legionu sa svojim Undeadima, ali on želi da Legion bude uništen. Arthas i Kel'Thuzad otvore dimenzionalni portal kroz koji dolazi Archimonde koji počinje čišćenje uništavanjem Dalarana. Tada Archimonde odbacuje Arthasa i Kel'Thuzada jer su mu postali nepotrebni, a Kel'Thuzad kaže Arthasu da je Lich King to već predvidio i da planira svrgnuti Burning Legion.
Kampanja Orka počinje s vidovnjakom po imenu Thrall koji dolazi u Kalimdor gdje se sastaje s Carine Bloodhoofom i ulazi u sukob s ljudima kako bi našao Oracle. Tamo susreće svog brata vođu Warsong klana Groma Hellscreama koji mu pomaže u borbi s ljudima. Nakon borbe Grom sa svojim klanom ostaje u Ashenvalu izgraditi trajno naselje, ali bijesni Vilenjaci noći (Night elf), s njihovim vođom Polubogom (Demigod) Cenariusom im se suprotstavljaju. Oni su bili prejaki za klan i jedini način da ih poraze je da Grom Hellscream sa svojom vojskom pije iz izvora zdravlja koji sadrži krv legengarnog Gospodara jama (Pit Lord), zapovjednika Burning Legiona. Grom uspijeva ubiti Cenariusa, ali tim postupkom je povezao svoj klan s Burning Legionom. Thrall uspijeva naći Oracle, za koji se ispostavi da je to Prorok (The Prophet), koji ga obavještava o tome što Grom radi. Sljedeći upute Proroka, Thrall i Jaina udružuju snage kako bi očistili Groma i svijet od demonskog utjecaja. Na kraju borbe uspijevaju uhvatiti Groma i izliječiti ga od utjecaja Mannorotha. Thrall i Grom tada počnu loviti Mannorotha u zemljama Outlanda. Grom ga ubija, zbog čega on umire, ali oslobađa svoju vojsku od demonske kontrole. Thrall beživotnom Gromovom tijelu govori kako ih je on oslobodio i ispušta urlik koji obavještava Jainu i Carinea o smrti Groma.
Tyrande Whisperwind, vođa Night Elfa, ogorčena zbog smrti Cenariusa odlučuje pronaći Ljude i Orke i uništiti ih. Međutim ubrzo saznaje da je Burning Legion stigla u Kalimdor. U cilju da im se suprotstavi ona budi Druide, počevši sa svojim ljubavnikom Malfuriona Stormragea i oslobađa njegovog brata Illidana Stormragea iz zatvora, s čim se nije složio Malfurion. Illidan susreće Arthasa koji mu govori o snažnoj "Lubanji Gul'dana". Saznaje da će se onaj koji bude konzumirao lubanju preobraziti u moćnog demona. Illidan koristi tu moć kako bi pobijedio. Zbog toga što je postao demon biva protjeran iz šume od strane njegovog brata. U međuvremenu The Prophet poziva Jainu, Thralla, Tyrandu i Malfuriona te im otkriva kako je on Medivh, Posljednji Čuvar (The Last Guardian), izdajica iz prvog rata Orka i Ljudi. Ljudi, Orci i Night Elfi nerado formiraju savezništvo kako bi pripremili zamku za Burning Legion koja bi izdržaja dovoljno dugo kako bi mnogi duhovi predaka uništili Archimonda na Mount Hyjalu. Na kraju se Archimond penje na Drvo života u nadi da ga uništi, ali Malfurion Pozove duhove predaka koji unište Archimonda. Time ponovno zavlada mir u Azerothu porazom Burning Legiona i time je izvršena misija Proroka koji će zauzeti mjesto u legendama prošlosti.

## Razvoj
Warcraft III: The Reign of Chaos je najavljen na press konferenciji na European Computer Trade Show 1999. Rad na igrici je započeo početkom 1998., a razvoj je predstavljen na ECTS 1999., 2000. i 2001. te E3 2000., 2001. i 2002.
Warcraft III: The Reign of Chaos je najavljen kao role-playing-strategy game (RPS). Prvo predstavljanje igrice je bilo 1999. godine na ECTS-u kada igra nije imala sučelje, ali je prikazan izgled heroja. Razni članci su pokazivali sposobnosti i predmete koji će se naći u igri.
Oko 24. siječnja 2000. na internetu su se mogle naći video snimke koje su pokazivale igru. Do tada je igra imala sučelje ali većinom su to bila samo rezervirana mjesta. Imala je mapu, ikone za sposobnosti, naredbe za jedinice i ikonu za zlato.